# Bourdenay
Bourdenay è un comune francese di 103 abitanti situato nel dipartimento dell'Aube nella regione del Grand Est.
Questo comune ha avuto origine nel 1999 dallo scioglimento del comune di Val-d'Orvin.

## Società

### Evoluzione demografica
Abitanti censiti